# Clásica Club Deportivo Boyacá 2012
La 33ª edición de la Clásica Club Deportivo Boyacá, fue disputada desde el 9 al 11 de marzo de 2012. Fue organizada por el Club Deportivo Boyacá y se corrieron las categorías Élite y Sub-23.
Esta clásica es una de las competencias más tradicionales del departamento de Boyacá, hace parte del calendario ciclístico nacional de Colombia.
Comenzó con la etapa Tunja-Chiquinquirá, sobre 150 km; al día siguiente se corrió la etapa de 130 km Tunja-Arcabuco-Moniquirá y finalizó el 11 de marzo con una contrarreloj de 17 km por la ciudad de Tunja.
El vencedor de la clasificación general fue Rodolfo Torres, quién asumió el liderato después de ganar la primera etapa. Fue seguido en el podio por Félix Cárdenas y por su compañero de equipo Pedro Herrera. 

## Equipos participantes
Fueron en total 10 equipos los que tomaron parte de la carrera: 2 de categoría Continental y ocho equipos amateur
- EPM-UNE
- Colombia-Comcel
- Lotería de Boyacá-Indeportes Boyacá
- GW-Shimano
- Gelchi
- Alcaldía de Tasco
- Alcaldía de Tunja
- Club deportivo Boyacá
- Fleger Gomelo
- Elegant House

## Etapas
| Etapa | Fecha       | Recorrido             | Km     | Ganador        | Líder          |
| 1     | 9 de marzo  | Tunja-Chiquinquirá    | 150    | Rodolfo Torres | Rodolfo Torres |
| 2     | 10 de marzo | Tunja-Moniquirá-Tunja | 140    | Pedro Herrera  | Rodolfo Torres |
| 3     | 11 de marzo | Circuito en Tunja     | 17 CRI | Pedro Herrera  | Rodolfo Torres |

## Clasificación general final
| Posición | Ciclista         | Equipo                | Tiempo   |
| -------- | ---------------- | --------------------- | -------- |
|          | Rodolfo Torres   | Lotería de Boyacá     |          |
| 2        | Félix Cárdenas   | GW-Shimano            | + 38"    |
| 3        | Pedro Herrera    | Lotería de Boyacá     | + 58"    |
| 4        | Iván Parra       | EPM-UNE               | + 1' 28" |
| 5        | Ramiro Rincón    | EPM-UNE               | + 1' 49" |
| 6        | Salvador Moreno  | EPM-UNE               | + 1'50"  |
| 7        | Fernando Camargo | Lotería de Boyacá     | + 2' 15" |
| 8        | Alexis Camacho   | Colombia-Comcel       | + 2' 17" |
| 9        | Luis Martínez    | Alcaldía de Tasco     | + 2' 18" |
| 10       | Luis Alonso      | Muebles Elegant House | + 3' 10" |

## Evolución de las clasificaciones
| Etapa (Vencedor)           | Clasificación general | Clasificación metas volantes | Clasificación de la montaña | Clasificación de los jóvenes |
| -------------------------- | --------------------- | ---------------------------- | --------------------------- | ---------------------------- |
| 1.ª etapa (Rodolfo Torres) | Rodolfo Torres        | Danilo Barón                 | Rodolfo Torres              | Salvador Moreno              |
| 2.ª etapa (Pedro Herrera)  | Rodolfo Torres        | Jeferson Abacú               | Heiner Parra                | Salvador Moreno              |
| 3.ª etapa (Pedro Herrera)  | Rodolfo Torres        | Jeferson Abacú               | Heiner Parra                | Salvador Moreno              |
| Final                      | Rodolfo Torres        | Jeferson Abacú               | Heiner Parra                | Salvador Moreno              |